# 新奧斯科爾
50°45′30″N 37°52′25″E / 50.75833°N 37.87361°E
新奧斯科爾（俄语：Новый Оско́л）是俄羅斯別爾哥羅德州北部的一個城市，位於舊奧斯科爾東南的奧斯科爾河畔。2010年时人口为19,530人。
1637年建立，1779年建市。